# Tercera B de Chile 2009
El Torneo Nacional de la Tercera División B de Chile correspondió al campeonato de la cuarta división del fútbol chileno durante 2009, categoría que regresó a una competencia luego de su último campeonato, escenificado en 2003. El campeón de esta versión fue el equipo de Municipal La Pintana, luego de dos finales disputadas con el que a la postre sería subcampeón, Deportes Quilicura. Ambos equipos ascendieron a la categoría inmediatamente superior, La Tercera A.
Los semifinalistas del Torneo, General Velásquez y Provincial Talagante, participaron de una liguilla de promoción para ascender a la serie superior, en la que fueron derrotados por sus oponentes de esta serie, Fernández Vial y Municipal Mejillones. Por otro lado, los dos equipos que ocuparon los últimos lugares de cada grupo en la Fase Regular, Juventud Padre Hurtado y Corporación Ñuñoa, fueron relegados a su Asociación de Origen al final del Campeonato.
En esta versión del Torneo, participaron 18 equipos, con jugadores nacionales menores de 23 años.  

## Modalidad
El campeonato se jugó en dos fases y con divisiones zonales de los equipos.
- En la Primera fase, los 18 equipos participantes se dividieron en dos grupos de nueve equipos cada uno, éstos son el Zona Central y el Zona Sur. Al interior de cada grupo, cada equipo debió enfrentar dos veces a cada uno de sus rivales (como local y como visita). Los equipos que finalizaron la primera fase en los cuatro primeros lugares de cada grupo, clasifican a la segunda ronda del torneo.
- En la Segunda fase, los 8 equipos clasificados disputaron los 2 cupos para el ascenso a Tercera A, enfrentándose a través de un play-off. Las parejas fueron cruzadas (el 1º del Zona Central se mide con el 4º del Zona Sur, y así sucesivamente) y se enfrentaron en partidos de ida y vuelta. Los ganadores de la primera fase formaron dos llaves de partidos, de ida y vuelta, donde los ganadores clasificaron a la final del Torneo de Tercera B. Los dos finalistas ascendieron automáticamente a Tercera A, mientras que los semifinalistas jugaron una Liguilla de Promoción ante los equipos que ocuparon el penúltimo lugar de las liguillas de descenso de Tercera A.

Respecto del descenso, los equipos que ocuparon el último lugar de cada grupo volvieron a su Asociación de Origen, siendo impedidos de participar en el campeonato para la temporada siguiente.

## Primera fase
Fecha de actualización: 30 de agosto de 2009

### Resultados
| Local \ Visita             | AQUI | CRN | ÑUÑ | FRR | JUPA | PUD | DQU | LEON | UNIB |
| -------------------------- | ---- | --- | --- | --- | ---- | --- | --- | ---- | ---- |
| Academia Quilpué           |      | 2–0 | 4–1 | 1–1 | 1–0  | 1–1 | 0–1 | 2–0  | 0–1  |
| Deportes Cerro Navia       | 2–1  |     | 1–1 | 1–0 | 1–1  | 3–0 | 0–0 | 1–2  | 2–6  |
| Corporación Ñuñoa          | 0–0  | 1–2 |     | 1–3 | 1–2  | 2–1 | 0–1 | 1–3  | 3–0  |
| Ferroviarios               | 0–3  | 2–2 | 2–2 |     | 1–4  | 0–1 | 2–1 | 2–0  | 2–1  |
| Juventud Puente Alto       | 2–1  | 3–3 | 0–0 | 1–0 |      | 0–3 | 2–0 | 2–3  | 1–3  |
| Pudahuel Barrancas         | 2–1  | 3–0 | 2–0 | 3–0 | 1–1  |     | 2–2 | 2–1  | 3–2  |
| Deportes Quilicura         | 3–1  | 1–0 | 1–0 | 4–0 | 3–1  | 1–2 |     | 0–0  | 4–0  |
| Real León                  | 4–1  | 0–4 | 1–1 | 1–4 | 1–0  | 0–3 | 2–3 |      | 1–2  |
| Universidad Iberoamericana | 3–1  | 1–2 | 5–1 | 2–3 | 2–3  | 0–1 | 0–1 | 0–0  |      |

#### Tabla
| Pos | Equipo                     | Pts | PJ | PG | PE | PP | GF | GC | DG  |
| --- | -------------------------- | --- | -- | -- | -- | -- | -- | -- | --- |
| 1   | Pudahuel Barrancas         | 36  | 16 | 11 | 3  | 2  | 30 | 13 | 17  |
| 2   | Deportes Quilicura         | 33  | 16 | 10 | 3  | 3  | 26 | 12 | 14  |
| 3   | Deportes Cerro Navia       | 23  | 16 | 6  | 5  | 5  | 24 | 24 | 0   |
| 4   | Juventud Puente Alto       | 22  | 16 | 6  | 4  | 6  | 23 | 24 | -1  |
| 5   | Ferroviarios               | 21  | 16 | 6  | 3  | 7  | 22 | 28 | -6  |
| 6   | Universidad Iberoamericana | 19  | 16 | 6  | 1  | 9  | 28 | 28 | 0   |
| 7   | Academia Quilpué           | 18  | 16 | 5  | 3  | 8  | 20 | 21 | -1  |
| 8   | Real León                  | 18  | 16 | 5  | 3  | 8  | 18 | 28 | -10 |
| 9   | Corporación Ñuñoa          | 11  | 16 | 2  | 5  | 9  | 15 | 28 | -13 |

### Resultados
| Local \ Visita         | ASR | ENF | GV  | JUPH | LAU | LMT | MLP | DSC | TLG |
| ---------------------- | --- | --- | --- | ---- | --- | --- | --- | --- | --- |
| Academia Samuel Reyes  |     | 2–1 | 1–1 | 2–0  | 2–3 | 2–2 | 0–1 | 3–1 | 1–1 |
| Enfoque                | 1–2 |     | 1–2 | 2–2  | 2–3 | 1–1 | 0–4 | 1–3 | 2–4 |
| General Velásquez      | 2–2 | 0–1 |     | 8–2  | 0–1 | 2–0 | 1–0 | 0–3 | 3–2 |
| Juventud Padre Hurtado | 1–1 | 0–2 | 0–1 |      | 2–0 | 1–2 | 0–5 | 1–1 | 1–4 |
| Lautaro de Buin        | 1–1 | 2–2 | 3–0 | 4–1  |     | 4–0 | 0–2 | 1–5 | 1–6 |
| Luis Matte Larraín     | 1–0 | 0–0 | 1–1 | 3–1  | 2–2 |     | 1–2 | 1–0 | 1–4 |
| Municipal La Pintana   | 2–1 | 4–0 | 4–2 | 0–2  | 3–0 | 5–0 |     | 3–2 | 2–1 |
| Deportes Santa Cruz    | 1–0 | 1–2 | 5–1 | 4–2  | 2–1 | 1–1 | 2–0 |     | 3-1 |
| Provincial Talagante   | 3–1 | 6–1 | 2–1 | 3-1  | 1–0 | 4–0 | 1–1 | 4–4 |     |

#### Tabla
| Pos | Equipo                 | Pta | PJ | PG | PE | PP | GF | GC | DG  |
| --- | ---------------------- | --- | -- | -- | -- | -- | -- | -- | --- |
| 1   | Municipal La Pintana   | 37  | 16 | 12 | 1  | 3  | 38 | 13 | 25  |
| 2   | Provincial Talagante   | 33  | 16 | 10 | 3  | 3  | 47 | 24 | 23  |
| 3   | Deportes Santa Cruz    | 30  | 16 | 9  | 3  | 4  | 38 | 22 | 16  |
| 4   | General Velásquez      | 21  | 16 | 6  | 3  | 7  | 25 | 28 | -3  |
| 5   | Lautaro de Buin        | 21  | 16 | 6  | 3  | 7  | 26 | 31 | -5  |
| 6   | Academia Samuel Reyes  | 18  | 16 | 4  | 6  | 6  | 21 | 22 | -1  |
| 7   | Luis Matte Larraín     | 18  | 16 | 4  | 6  | 6  | 17 | 30 | -13 |
| 8   | Enfoque                | 13  | 16 | 3  | 4  | 9  | 19 | 36 | -17 |
| 9   | Juventud Padre Hurtado | 9   | 16 | 2  | 3  | 11 | 17 | 42 | -25 |

PJ = Partidos Jugados; G = Partidos Ganados; E = Partidos empatados; P = Partidos perdidos; GF = Goles a favor; GC = Goles en contra; DIF = Diferencia de goles; Pts = Puntos
|  | Pasa a Segunda fase               |
|  | Regresa a su Asociación de Origen |

Los clubes Corporación Ñuñoa y Juventud Padre Hurtado deben regresar a sus asociaciones de origen para la próxima temporada.

## Segunda fase
En la Segunda fase, los equipos clasificados del Grupo Centro enfrentan a los clasificados del Grupo Sur, en partidos de ida y vuelta, pasando a la siguiente fase los ganadores de cada enfrentamiento. 
|  | Cuartos de final      | Cuartos de final      | Cuartos de final         |   |                      | Semifinales        | Semifinales        | Semifinales        |  |  | Final               | Final               | Final               |
|  | 5 al 27 de septiembre | 5 al 27 de septiembre | 5 al 27 de septiembre    |   |                      | 2 al 11 de octubre | 2 al 11 de octubre | 2 al 11 de octubre |  |  | 18 al 25 de octubre | 18 al 25 de octubre | 18 al 25 de octubre |
|  |                       |                       |                          |   |                      |                    |                    |                    |  |  |                     |                     |                     |
|  | General Velásquez     | 2                     | 2                        |   |                      |                    |                    |                    |  |  |                     |                     |                     |
|  | Pudahuel Barrancas    | 2                     | 1                        |   |                      |                    |                    |                    |  |  |                     |                     |                     |
|  | Pudahuel Barrancas    | 2                     | 1                        |   | General Velásquez    | 4                  | 0                  |                    |  |  |                     |                     |                     |
|  |                       |                       |                          |   | General Velásquez    | 4                  | 0                  |                    |  |  |                     |                     |                     |
|  |                       | Deportes Quilicura    | 1                        | 5 |                      |                    |                    |                    |  |  |                     |                     |                     |
|  | Deportes Santa Cruz   | Deportes Quilicura    | 1                        | 5 | 1                    | 0                  |                    |                    |  |  |                     |                     |                     |
|  | Deportes Santa Cruz   |                       |                          |   | 1                    | 0                  |                    |                    |  |  |                     |                     |                     |
|  | Deportes Quilicura    | 3                     | 3                        |   |                      |                    |                    |                    |  |  |                     |                     |                     |
|  |                       |                       |                          |   |                      |                    |                    |                    |  |  | Deportes Quilicura  | 0                   | 2                   |
|  |                       |                       | Municipal La Pintana(gv) | 1 | 1                    |                    |                    |                    |  |  |                     |                     |                     |
|  | Deportes Cerro Navia  | 2                     | 1                        |   |                      |                    |                    |                    |  |  |                     |                     |                     |
|  | Provincial Talagante  | 4                     | 3                        |   |                      |                    |                    |                    |  |  |                     |                     |                     |
|  | Provincial Talagante  | 4                     | 3                        |   | Provincial Talagante | 1                  | 2                  |                    |  |  |                     |                     |                     |
|  |                       |                       |                          |   | Provincial Talagante | 1                  | 2                  |                    |  |  |                     |                     |                     |
|  |                       | Municipal La Pintana  | 3                        | 1 |                      |                    |                    |                    |  |  |                     |                     |                     |
|  | Juventud Puente Alto  | Municipal La Pintana  | 3                        | 1 | 1                    | 1                  |                    |                    |  |  |                     |                     |                     |
|  | Juventud Puente Alto  |                       |                          |   | 1                    | 1                  |                    |                    |  |  |                     |                     |                     |
|  | Municipal La Pintana  | 5                     | 6                        |   |                      |                    |                    |                    |  |  |                     |                     |                     |

### Cuartos de final
| Local Ida            | Resultado Global | Local Vuelta         | Partido Ida | Partido Ida | Partido Ida | Partido Vuelta | Partido Vuelta | Partido Vuelta |
| Local Ida            | Resultado Global | Local Vuelta         | Día         | Hora        | Resultado   | Día            | Hora           | Resultado      |
| -------------------- | ---------------- | -------------------- | ----------- | ----------- | ----------- | -------------- | -------------- | -------------- |
| General Velásquez    | 4–3              | Pudahuel Barrancas   | 12/09       | 16:00       | 2–2         | 26/09          | 19:30          | 2–1            |
| Deportes Santa Cruz  | 1–6              | Deportes Quilicura   | 13/09       | 16:00       | 1–3         | 27/09          | 16:00          | 0–3            |
| Deportes Cerro Navia | 3–7              | Provincial Talagante | 05/09       | 16:00       | 2–4         | 10/09          | 16:00          | 1–3            |
| Juventud Puente Alto | 2–11             | Municipal La Pintana | 13/09       | 16:30       | 1–5         | 26/09          | 16:30          | 1–6            |

### Semifinales
| Local Ida            | Resultado Global | Local Vuelta         | Partido Ida | Partido Ida | Partido Ida | Partido Vuelta | Partido Vuelta | Partido Vuelta |
| Local Ida            | Resultado Global | Local Vuelta         | Día         | Hora        | Resultado   | Día            | Hora           | Resultado      |
| -------------------- | ---------------- | -------------------- | ----------- | ----------- | ----------- | -------------- | -------------- | -------------- |
| Provincial Talagante | 3–4              | Municipal La Pintana | 02/10       | 19:30       | 1–3         | 09/10          | 20:00          | 2–1            |
| General Velásquez    | 4–6              | Deportes Quilicura   | 04/10       | 12:00       | 4–1         | 11/10          | 16:00          | 0–5            |

### Final
| Local Ida            | Resultado Global | Local Vuelta       | Partido Ida | Partido Ida | Partido Ida | Partido Vuelta | Partido Vuelta | Partido Vuelta |
| Local Ida            | Resultado Global | Local Vuelta       | Día         | Hora        | Resultado   | Día            | Hora           | Resultado      |
| -------------------- | ---------------- | ------------------ | ----------- | ----------- | ----------- | -------------- | -------------- | -------------- |
| Municipal La Pintana | 2–2 (gv)         | Deportes Quilicura | 18/10       | 12:00       | 1–0         | 25/10          | 16:00          | 1–2            |

### Campeón
| Chile                                             |
| Campeón Municipal La Pintana Asciende a Tercera A |

También asciende Deportes Quilicura, como subcampeón.

## Liguilla de promoción
La Liguilla de Promoción es disputada por los equipos que alcanzaron la semifinal de la Tercera B (Provincial Talagante y General Velásquez) con los penúltimos de las liguillas de descenso de Tercera A (Municipal Mejillones y Fernández Vial). Los ganadores jugarán en la tercera categoría del fútbol chileno durante la temporada 2010.
| Local Ida            | Resultado Global | Local Vuelta         | Partido Ida | Partido Ida | Partido Ida | Partido Vuelta | Partido Vuelta | Partido Vuelta |
| Local Ida            | Resultado Global | Local Vuelta         | Día         | Hora        | Resultado   | Día            | Hora           | Resultado      |
| -------------------- | ---------------- | -------------------- | ----------- | ----------- | ----------- | -------------- | -------------- | -------------- |
| General Velásquez    | 4–4 1–4 (pen.)   | Fernández Vial       | 17/10       | 17:00       | 2–2         | 24/10          | 19:00          | 2–2            |
| Provincial Talagante | 3–3 3–4 (pen.)   | Municipal Mejillones | 18/10       | 16:00       | 2–1         | 24/10          | 16:00          | 1–2            |

Los cuatro equipos permanecen en sus respectivas divisiones para la próxima temporada.

## Ascenso extra
A principios del año 2010, el equipo AGC - Provincial se retira de la competencia de Tercera A, dejando un cupo libre, que fue disputado por los clubes Deportes Santa Cruz y Provincial Talagante, y que finalmente ganó el elenco talagantino.
Provincial Talagante asciende a Tercera A

## Goleadores
- Fecha de actualización: 24 de octubre

| Jugador          | Jugador            | Goles | Equipo                     |
| ---------------- | ------------------ | ----- | -------------------------- |
| Bandera de Chile | Rogelio Castillo   | 16    | Municipal La Pintana       |
| Bandera de Chile | Víctor Cárcamo     | 12    | Deportes Quilicura         |
| Bandera de Chile | Claudio Villarroel | 12    | Provincial Talagante       |
| Bandera de Chile | Ignacio Rodríguez  | 12    | Universidad Iberoamericana |
| Bandera de Chile | Patricio Retamal   | 11    | Municipal La Pintana       |
| Bandera de Chile | Jaime Fierro       | 11    | Provincial Talagante       |
| Bandera de Chile | Alejandro Donoso   | 11    | Pudahuel Barrancas         |
| Bandera de Chile | Francisco Céspedes | 9     | General Velásquez          |